# Зал Ван Метера
Зал Ван Метера (англ. Van Meter Hall) — учебный корпус в студенческом городке Университета Западного Кентукки в Боулинг-Грин, штат Кентукки. Корпус был построен в 1911 году. Рассчитан на 1600 посадочных мест.
Учебный корпус Ван Метера стал первой постройкой Университета Западного Кентукки, а также первой работой луизвильского архитектора Брайтона Б. Дэвиса. Своё название корпус получил в честь местного моряка капитана Чарльза Ван Метера. 18 декабря 1979 года учебный корпус Ван Метера был включён в реестр исторических мест США под номером 79001042.
1. ↑  Национальный реестр исторических мест США — 1966.